# Bandkejsarfoting
Bandkejsarfoting (Ommatoiulus sabulosus) är en mångfotingart som först beskrevs av Carl von Linné 1758.  Bandkejsarfoting ingår i släktet Ommatoiulus och familjen kejsardubbelfotingar. Arten är reproducerande i Sverige. Inga underarter finns listade i Catalogue of Life.